# Famille du Hommet
La famille du Hommet, qui tire son nom de Le Hommet, village de la Manche, a fourni au duché de Normandie de nombreux connétables.

## Toponymie
Le Hommet ou Hom est un mot scandinave qui veut dire « lieu entouré en partie d'eau » ; Homméel veut dire « petit Hom ».

## Historique
La famille du Hommet serait issue d'un chef viking qui prit le nom de Hommet et qui se fixa aux alentours de Saint-Lô après sa prise en 889.
Pour l'historien britannique David Bates, il existe une précédente famille du Hommet, dont la lignée mâle est probablement éteinte vers 1090, quand le duc Robert Courteheuse donne Le Hommet à Roger de Clare, chef de la famille de Clare en Normandie et fils de Richard de Bienfaite. Cette précédente famille est la fondatrice du prieuré de Saint-Fromond.
Richard du Hommet, connétable de Normandie du roi Henri II, semble descendre par les mâles du demi-frère de Guillaume le Conquérant, l'évêque Odon de Bayeux. Par sa mère, il semble descendre des précédents seigneurs du Hommet et plus spécifiquement de Guillaume du Hommet (fl. entre 1066 et 1083).
Grâce à de nombreux dons royaux et à plusieurs mariages avantageux, la famille prospère en Normandie et en Angleterre. En 1220, elle a réussi à établir quatre branches distinctes.

### Honneur du Hommet
L'honneur du Hommet (d'Arthenay) situé dans le Cotentin portait sur vingt-quatre fiefs, tous regroupés autour des chefs-lieux du Hommet et de Remilly. Dix familles se partagent une partie du territoire. Six paroisses sont attestées dépendre de l'honneur du Hommet par des chartes souscrites par les du Hommet eux-mêmes. Les paroisses de cet honneur sont les suivantes : Esglandes, Saint-André-de-Bohon, Montfort, Lozon, Tribehou, Saint-Fromond, Cavigny, Le Mesnil-Angot, Le Dézert, Saint-Jean-de-Daye, Losques, Airel, Amfreville, Sainte-Marie-de-Daye, Jobourg, Marigny, Camprond, Hauteville-la-Guichard, Le Lorey, Gratot, Tot, Ducey.

## Personnalités

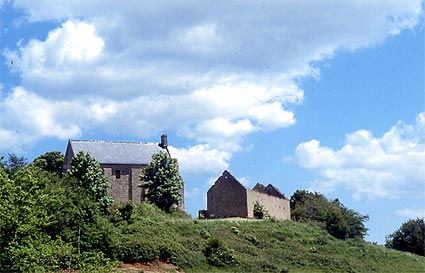
Château de Beaumont-le-Richard.

- Robert Ier du Hommet, seigneur du Hommet d'Arthenay, qui fonda en 1021, à huit kilomètres, le prieuré de Saint-Fromond[2].
- Robert II (° v. 1020-† v. 1080), baron du Hommet et de Rémilly. Il participa à la conquête de l'Angleterre, et reçut des fiefs en Angleterre et aux îles[2]. Il laisse un fils Guillaume, qui suit.
- Guillaume Ier du Hommet († v. 1131), premier connétable de Normandie et d'Angleterre. Sa fille, Mathilde, épousa Robert de Bayeux, baron de la Rivière, petit-fils d'Odon, évêque de Bayeux, frère utérin de Guillaume le Conquérant[2]. Ce Robert de Bayeux prit le nom de Hommet, mais décéda avant son beau-père[2]. Son fils, Roger, fut archevêque de Dol-de-Bretagne.
- Richard Ier du Hommet (Bayeux et Rivière) († 1180), est très probablement le fils de Robert et d'une fille de Guillaume du Hommet. Deuxième connétable et grand sénéchal de Normandie[2] durant le règne de Geoffroy Plantagenêt, comte d'Anjou[3]. Il est possible qu'il l'ait obtenue comme récompense pour avoir aidé le comte d'Anjou à s'emparer de la Normandie[3]. Il fait un mariage avantageux en épousant, peut-être au début des années 1140, Agnès, fille et plus tard cohéritière de Jourdain de Say et de Lucy de Remilly[3],[note 2]. Il reçoit, au début du règne d'Henri II, des terres générant un revenu annuel de 50 £ à Stamford et d'autres valant 15 £ annuels à Duddington (Northamptonshire)[3]. En 1164, il commande les troupes normandes dans la campagne menée en Bretagne[3]. En 1164-1165, il reçoit du roi Princes Risborough et Sheringham, provenant de l'honneur du comte Gautier III Giffard († 1164)[3], ainsi que des terres dans le Buckinghamshire confisquées à Raoul de Fougères[3]. En 1173, il commande le siège de Verneuil[3]. En 1173-1174, il reçoit d'Henri II la ville et le château de Staford[3], ainsi que Maisy, le bois de La Luthumière et Auppegard[3]. En 1175, il reçoit du roi des terres à Lower Winchendon et Whaddon (Buckinghamshire)[3]. Au début des années 1160, il semble être responsable du château royal de Porchester. En 1178, il se retire à l'abbaye d'Aunay en Normandie[5]. Il donne son nom au château construit à Englesqueville-la-Percée.
- Guillaume II († 1209), fils du précédent auquel il succède à la charge de connétable à partir de 1180, baron du Hommet, de La Luthumière (Brix), grand bailli de Cotentin. Il choisit de soutenir le roi de France Philippe Auguste avant la fin de sa campagne. Il perdit alors ses terres en Angleterre[5]. En 1208 il se retira à l'abbaye d'Aunay où il mourut l'année suivante. Il avait épousé Luce de Brix, avec qui il eut six enfants connus : Guillaume, abbé de Westminster en 1214, Jourdain, évêque-comte de Lisieux, Henry, baron d'Aunay, sans postérité, Thomas, baron de Néhou, de Beaumont-le-Richard, le Homméel)[note 3]…, Enguerrand II, baron de Rémilly et connétable de Normandie, Richard II, baron de La Haye-du-Puits et de Varenguebec. Il participa avec Richard Cœur de Lion à la troisième croisade[note 4]. Marié deux fois : avec Gillette de La Haye († 1189). Gilette eut pour enfants : Jourdain III et Guillaume III[6] et Aliénor de La Haye († 1200), sans enfants[6].
- Enguerrand II succéda à son frère, avec la tutelle de son neveu, Guillaume III, comme baron du Hommet, connétable de Normandie de 1208 à 1212. Il épousa Jeanne de Thère avec qui il eut trois filles, et décéda en 1222[6].
- Guillaume III, baron du Hommet, de Varenguebec, de Brix, de la Luthumière, connétable de Normandie de 1212 à 1252, et participe en 1214, avec ses oncles Enguerrand et Thomas, à la bataille de Bouvines, ainsi qu'en 1248 la septième croisade avec Saint Louis. Marié deux fois avec : Laurence de Courcy et Eustache de Montbray dont il eut deux filles et un garçon Jean Ier, il décéda en 1252[6].
- Jean Ier, baron du Hommet, de La Haye, de Rémilly, de Marigny et de Varenguebec, connétable de Normandie de 1252 à 1253. Il épousa Luce de Mortemer, dont il eut une fille, Luce, qui épousa Richard aux Épaules, baron de Sainte-Marie-du-Mont. Son oncle Jourdain III, recueillit la succession et la charge de connétable de Normandie[6]. Il épousa dame Anne, avec qui il eut un fils et trois filles : Jean, qui épousa Jeanne de Thère, et qui mourut avant son père sans postérité entraînant l'extinction du nom dans la branche aînée, Jeanne, qui épousa Amaury de Villiers et reçut la moitié de la baronnie du Hommet en Villiers, Jeannette, qui épousa Philippe de Hotot, seigneur de la Chapelle, d'Asnières, Mezières et Louviers, et qui reçut l'autre moitié du Hommet, et enfin Nicole, qui épousa Robert de Mortemer, qui fut connétable de Normandie en 1272, baron de la Haye-du-Puits, de Varenguebec, de la Luthumière, de Carentan[7].

## Filiation
D'après Daniel Power :
- Odon de Bayeux (1030/1035-1097), évêque de Bayeux, demi-frère de Guillaume le Conquérant
  - un fils (Jean ?)
    - Robert (fl. 1133), qui est dit être nepos episcopi[note 5].
  × une fille de Guillaume du Hommet (fl.  entre 1066 et 1083)
      - ? Roger du Hommet, évêque de Dol de 1161 à 1163
      - Richard du Hommet († 1180), connétable royal
  × Agnès de Beaumont-le-Richard, fille et cohéritière de Jourdain de Say
        - Jourdain du Hommet († 1192), seigneur de Cléville et de Sheringham, connétable de Richard Cœur de Lion lors de la troisième croisade
          - Jean (fl. 1203-1216), seigneur de Cléville
            - Lucy × Richard de Grey, seigneur de Codnor

        - Enguerrand du Hommet († 1180/1181), seigneur de Risborough et d'Aunay
  × Cécile de Semilly, héritière de Semilly
          - Guillaume Ier de Semilly († av. 1223), seigneur de Risborough
            - Guillaume II de Semilly († 1242), seigneur de Risborough
              - Guillaume III de Semilly, perd Risborough en 1243
                - branche de Semilly

        - Guillaume Ier du Hommet († v. 1206), connétable de Normandie, héritier de Richard
          - Jourdain du Hommet († 1218), évêque de Lisieux à partir de 1202
          - Agnès × Baudouin II de Wake, d'où descendance
          - Agathe × Guillaume de Fougères
          - Richard du Hommet († v. 1199)
            - Guillaume II du Hommet († 1240 ?), connétable de Normandie, héritier de Guillaume Ier, sans descendance

          - Enguerrand du Hommet († 1220), seigneur de Remilly et de Maisy
  × une fille de Néel de Montbray
            - fille et héritière
  × Jean de Brucourt